# Twentieth Century Theatre

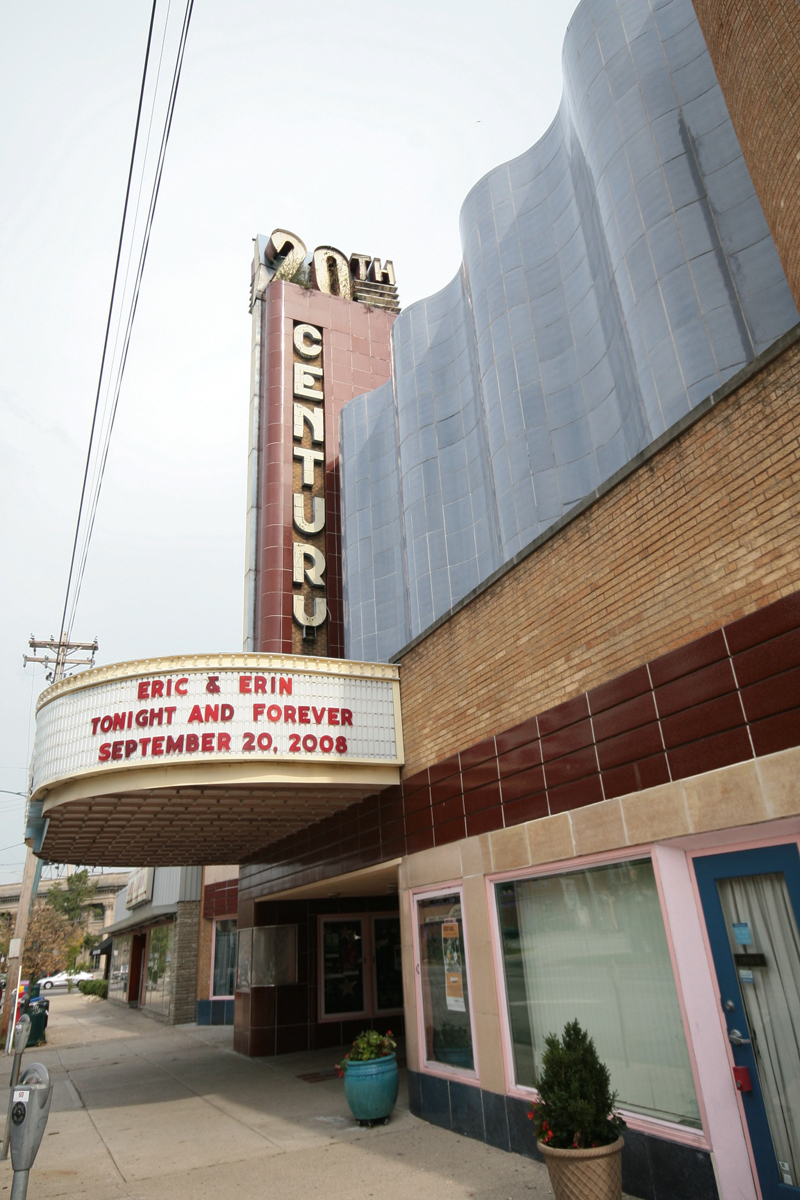
Twentieth Century Theatre (2008)

Das Twentieth Century Theatre (auch 20th Century Theater) ist ein historischer Kinokomplex (Schauspielhaus) in Cincinnati, Ohio. Es befindet sich an der Adresse Madison Road 3023-3025. Architekt war Fred W. Stritzel.
Das 20th Century Theater wurde am 1. August 1941 eröffnet. Die Uraufführung war das Filmdrama König der Toreros von 1941, Regisseur war Rouben Mamoulian. Es war das erste klimatisierte Kino im Bundesstaat.
Die Architektur ist in Modern gehalten. Das Fundament ist aus Beton, die Mauer bestehen aus Backstein, das Dach besteht hauptsächlich aus Asphalt. Weiterer Baustoff ist Terrakotta.
Das Twentieth Century Theatre wurde am 26. August 1993 mit der Nummer 93000879 vom National Register of Historic Places aufgenommen.